# Покрашенко, Анна Тихоновна
Анна Тихоновна Покрашенко (7 сентября 1928 — 4 декабря 1998) — передовик советского сельского хозяйства, Свинарка совхоза «Писаревский» Кантемировского района Воронежской области, Герой Социалистического Труда (1971).

## Биография
Родилась в 1928 году в селе Писаревка, ныне Кантемировского района Воронежской области.
С 1944 года начала работать на свиноферме в совхозе «Писаревский» Кантемировского района. По итогам семилетнего плана с 1959 по 1965 годы достигла высоких производственных показателей в увеличении заготовок и производстве мяса. Была представлена к награде — ордену Трудового Красного Знамени.
Указом Президиума Верховного Совета СССР от 8 апреля 1971 года за получение высоких результатов в сельском хозяйстве и рекордные показатели в животноводстве Анне Тихоновне Покрашенко было присвоено звание Героя Социалистического Труда с вручением ордена Ленина и медали «Серп и Молот».
Позже продолжала трудиться в совхозе. В 1983 году вышла на заслуженный отдых.
Проживала в родном селе Писаревка. Умерла 4 декабря 1998 года.

## Награды
За трудовые успехи была удостоена:
- золотая звезда «Серп и Молот» (08.04.1971)
- орден Ленина (08.04.1971)
- Орден Трудового Красного Знамени (22.03.1966)
- другие медали.